# West 11
Pour plus de détails, voir Fiche technique et Distribution.
West 11 est un thriller britannique réalisé par Michael Winner, sorti en 1963.

## Synopsis
Fils renégat de gens de classe moyenne, Joe Beckett, 22 ans environ, se décrit lui-même comme 'un lépreux émotif'. Solitaire, il tue son ennui en se promenant dans les rues de Notting Hill. Jusqu'au jour où, dans un café, il rencontre un vétéran, Richard Dyce, qui lui propose de tuer sa tante afin de lui dérober son héritage. Beckett y voit l'occasion de donner un sens à sa vie moribonde et ennuyeuse. Mais ce dernier perd ses nerfs et, dans une lutte, la pousse accidentellement dans les escaliers de son domicile, la tuant sur le coup. Un témoin a vu la scène et il dénonce aussitôt Beckett. Alors que Richard Dyce nie le connaître et qu'il est aussitôt arrêté par la police, Beckett est désormais seul contre tous.

## Fiche technique
- Titre original et français : West 11
- Réalisation : Michael Winner
- Scénario : Willis Hall et Keith Waterhouse
- Montage : Bernard Gribble
- Photographie : Otto Heller
- Musique : Stanley Black
- Production : Daniel M. Angel
- Société de production : British Sound Film Productions et Angel Productions
- Société de distribution : British Sound Film Productions
- Pays de production :  Royaume-Uni
- Langue originale : anglais
- Format : couleur
- Genre : Thriller
- Durée : 93 minutes
- Dates de sortie  :
  - Royaume-Uni : 8 octobre 1963
  - France : 24 avril 2019 (DVD)

## Distribution
- Alfred Lynch : Joe Beckett
- Kathleen Breck : Ilsa Barnes
- Eric Portman : Richard Dyce
- Diana Dors : Georgia
- Kathleen Harrison : Mrs. Beckett
- Finlay Currie : Mr. Cash
- Freda Jackson : Mrs. Hartley
- Peter Reynolds : Jacko
- Harold Lang : Silent
- Marie Ney : Mildred Dyce
- Sean Kelly : Larry
- Patrick Wymark : père Hogan
- Ken Colyer : Ken Collyer
- Allan McClelland : Mr. Royce
- Francesca Annis : Phyl